# آی‌ان‌اس وینداجیری (اف۴۲)
آی‌ان‌اس وینداجیری (اف۴۲) (به انگلیسی: INS Vindhyagiri (F42)) یک کشتی بود که طول آن ۱۱۳ متر (۳۷۱ فوت) بود.